# WAGR-Syndrom
Das WAGR-Syndrom (Syn.: WAGR-Komplex, Wilms-Tumour-Aniridia-Syndrom, Aniridia-Wilms-Tumour-Syndrom) ist ein seltener, genetisch bedingter Symptomkomplex. Von ihm betroffene Kinder haben eine Prädisposition für Wilms-Tumoren (einen Nierentumor), Aniridie (Fehlen der Iris im Auge), (uro)genitale Fehlbildungen und geistige Retardierung.  Das „G“ kann auch für Gonadoblastom stehen, hier finden sich neben urogenitaler Fehlbildungen Tumoren der Keimdrüsen.
Bei einem Teil der Betroffenen zeigt sich schon im Kindesalter schwere Adipositas, hier wird das Acronym WAGRO (O für obesity, englisch Fettleibigkeit) verwendet.
Das Syndrom ist Ergebnis einer Deletion auf Chromosom 11, die den Verlust mehrerer Gene zur Folge hat. Es ist eines der am besten erforschten Beispiele eines Syndroms durch Verlust mehrerer aufeinanderfolgender Gene.

## Klinische Erscheinungen
Neugeborene mit WAGR-Syndrom fallen durch das Fehlen der Iris im Auge auf. Der Verdacht auf das Syndrom wird durch Vorhandensein anderer Anomalien verstärkt. Urogenitale Missbildungen sind – besonders bei Mädchen – nicht immer vorhanden. In seltenen Fällen liegt eine Aniridie nicht vor. Hier kann bei älteren Kindern die Diagnose vermutet werden, wenn eines der drei anderen Symptome vorhanden sind.
Andere sichtbare Symptome sind Katarakt und Ptosis. Etwa 50 % der Patienten entwickeln einen Wilms-Tumor. Eine Nephropathie findet sich bei 40 % der über 12-jährigen Patienten.
Bei weiblichen Patienten kann das Gewebe der Eierstöcke durch Bindegewebe ersetzt sein, was ein erhöhtes Risiko für Gonadoblastom zur Folge hat. Missbildungen der Vagina und/oder der Gebärmutter können vorhanden sein.
Für eine sichere Diagnose ist eine Chromosomenuntersuchung erforderlich.

## Untersuchung
Kinder sollten, bis sie mindestens 6–8 Jahre alt sind, alle 3–4 Monate auf Entwicklung eines Wilms-Tumors in den Nieren untersucht werden. Ebenso sollte die Nierenfunktion regelmäßig kontrolliert werden.

## Behandlung
Die Gendefekte sind nicht therapierbar. Die fehlende Blende-Funktion der Iris kann durch Sehhilfen ausgeglichen, Tumoren sollten operativ entfernt werden.

## Entstehungsmechanismus
Das WAGR-Syndrom wird durch Mutationen auf Chromosomen 11 in der Region 11p13 verursacht. Hier fehlen mehrere aufeinanderfolgende Gene, darunter das für die Augenentwicklung wichtigen PAX6 sowie WT1, dessen Defekt für die Bildung des Wilms-Tumor verursacht. Anomalien im Gen WT1 können auch urogenitale Fehlbildungen verursachen. Mutationen im Gen PAX6 werden neben den Augenanomalien auch für Probleme in Gehirn und Bauchspeicheldrüse verantwortlich gemacht. Das Gen für den Wachstumsfaktor BDNF in der Region 11p14.1 wird als mögliche Ursache für die Adipositas und übermäßige Nahrungsaufnahme bei einem Teil der Betroffenen verantwortlich gemacht. Das unterstützt die Vermutung, dass der BDNF eine Rolle bei der Homöostase im Energiehaushalt spielt.

## Geschichte
Das WAGR-Syndrom wurde erstmals 1964 von Robert W. Miller, Joseph F. Fraumeni und Miriam D. Manning beschrieben.